# Memecylon terminale
Memecylon terminale är en tvåhjärtbladig växtart som beskrevs av Nicol Alexander Dalzell. Memecylon terminale ingår i släktet Memecylon och familjen Melastomataceae. Inga underarter finns listade i Catalogue of Life.